# Cyclodictyon aciculifolium
Cyclodictyon aciculifolium är en bladmossart som beskrevs av Brotherus 1907. Cyclodictyon aciculifolium ingår i släktet Cyclodictyon och familjen Hookeriaceae. Inga underarter finns listade i Catalogue of Life.